# Stephen Sommers
Stephen Sommers (Indianapolis, Indiana, 20 de Março de 1962) é um realizador americano.

## Filmografia
- 2018 - The Scorpion King: Book of Souls
- 2015 - The Scorpion King 4: Quest for Power
- 2013 -  G.I. Joe -Retaliação
- 2009 - G.I. Joe - A Origem da Cobra
- 2006 - Night at the Museum
- 2004 -  Van Helsing - O Caçador de Monstros
- 2001 - O Retorno da Múmia
- 1999 - A Múmia
- 1998 - Deep rising
- 1994 - O Livro da Selva
- 1993 - As Aventuras de Huck Finn
- 1989 - Catch me if you can (filme de 1989)